# Ali Tarhouni
Ali Abdussalam Tarhouni, född 1951, är en libysk ekonom och ledande politiker inom Nationella övergångsrådet som mellan den 23 oktober 2011 och 31 oktober 2011 var landets tillförordnade premiärminister. Han blev den 23 mars 2011 utsedd av Nationella övergångsrådet till landets Finans- och oljeminister.
Han var den som meddelade att man officiellt flyttade Nationella övergångsrådet från Benghazi till huvudstaden Tripoli den 25 augusti 2011. Han är även sedan 3 september 2011 ordförande i kommittén för ansvar för alla säkerhetsfrågor i Tripoli.
Tarhouni utsågs till vice premiärminister den 2 oktober 2011, och bara 21 dagar senare, den 23 oktober 2011 efterträdde han Mahmoud Jibril som premiärminister efter att denne förklarat Libyens "försäkran om befrielse".. Han efterträddes den 31 oktober 2011 av Abdurrahim El-Keib.